# Đồng tính, song tính và hoán tính ở New Zealand

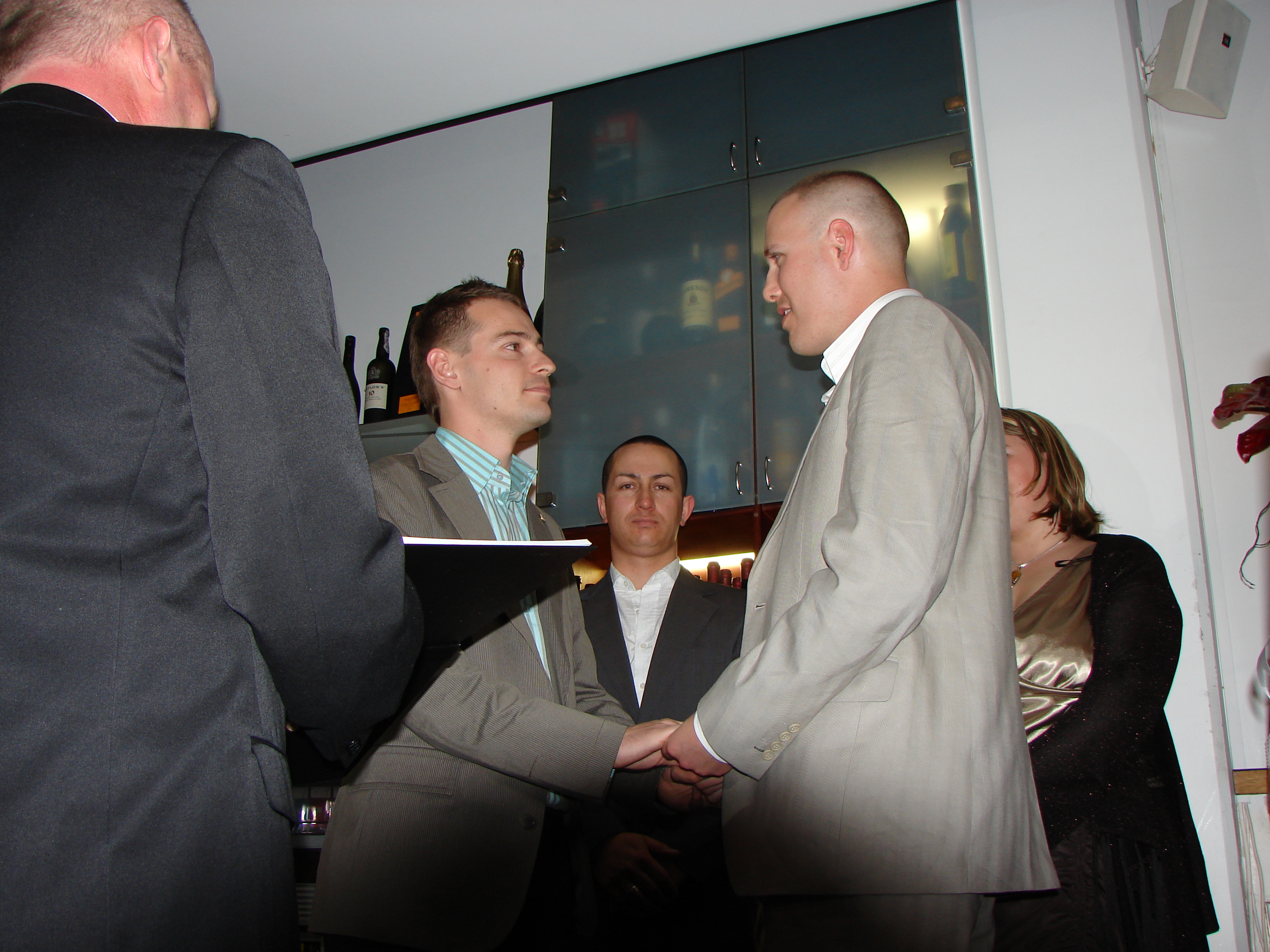
Một buổi lễ kết hợp dân sự ở Wellington, tháng 12 năm 2006.

New Zealand nói chung khá cởi mở với người đồng tính. Môi trường thân thiện với người đồng tính có thể thấy được là có nhiều nghị sĩ trong Quốc hội là người của cộng đồng đồng tính, song tính và hoán tính, quyền người đồng tính được bảo vệ bởi Luật Nhân quyền New Zealand và các cặp đồng giới có thể hợp pháp hóa mối quan hệ của họ bằng kết hợp dân sự, khi đó họ có quyền giống như một cặp vợ chồng, mặc dù đây là một bước tiến khá mới, nó có tác dụng từ năm 2005. Quan hệ tình dục giữa những người nam được bỏ khỏi luật cấm vào năm 1986, và giống như các quốc gia khác, New Zealand cũng có vấn đề ghê sợ đồng tính luyến ái. Vì New Zealand là một quốc gia với dân số thấp, cộng đồng người đồng tính, song tính và hoán tính cũng nhỏ nhưng rõ ràng với các lễ hội đồng tính và các hoạt động LGBT được tổ chức khắp đất nước quanh năm.